# 渋谷シネパレス
渋谷シネパレス（しぶやシネパレス・Shibuya Cine Palace）は、東京都渋谷区宇田川町で三葉興業株式会社が経営・運営していた映画館。

## 概要
1948年に開業した渋谷パレス座が前身。当初は日活の邦画を主に上映していたが、日活がロマンポルノ路線に転向して以降は名画座に転身。その後東宝洋画系（主にみゆき座系の作品）の上映館となったが、1990年6月、老朽化のため閉館。1992年3月14日に改築し現館名に改称された。2003年6月、2館体制に分割され、主に丸の内ピカデリー系列の洋画の大作と邦画を上映していた。2009年10月30日、渋谷の映画館としては初となる3Dデジタルシネマシステムを導入し、さらなるリニューアルを図った。
しかし運営会社の事情で2018年5月27日に閉館。跡地にはパルコが運営しているシネクイントが二代目として襲名された。

## 座席数
| スクリーン | 座席数 | 音響設備    |
| ---------- | ------ | ----------- |
| 1          | 182    | SRD-EX／DTS |
| 2          | 115    | SRD         |